# Desmeocraera bitioides
Desmeocraera bitioides är en fjärilsart som beskrevs av Holland 1893. Desmeocraera bitioides ingår i släktet Desmeocraera och familjen tandspinnare. Inga underarter finns listade i Catalogue of Life.